# Sefa Vlaarkamp
Sefa (bürgerlich Sefa Jeroen Vlaarkamp, * 30. Juni 2000 in Alkmaar) ist ein niederländischer Musikproduzent, Frenchcore- und Hardcore-DJ. Er produzierte früher Musik unter dem Label Frenchcore Worldwide Recordings, derzeit bei seinem eigenen Label Sefa Music, ein Sublabel des Labels BeYourself Music. Er legte bereits in jungen Jahren auf den größten Hard Dance und Hardcore Festivals wie Vive la Frenchcore, Dominator, Defqon.1, Qlimax und Impaqt auf.

## Biografie
Sefa Vlaarkamp wurde 2000 in der niederländischen Stadt Alkmaar geboren. Im Alter von zehn Jahren kam er über YouTube zu seinem ersten Kontakt mit Hardcore-Musik. Er merkte schnell, dass ihm das reine Hören dieser Musik nicht reichte, und er wollte seine Kreativität in dieser Musik ausdrücken. Mit einem kleinen Laptop schloss er sich tagelang in seinem Zimmer ein, um zu lernen, wie er solche Lieder selbst produzieren kann.
Im Alter von elf Jahren lernte er Dr. Peacock kennen, und seither sind diese zwei eng befreundet. Durch ihn wurde Sefas Leidenschaft für Frenchcore geweckt. Mit zwölf Jahren mixte Sefa seine eigenen Frenchcore-Tracks. Mit 14 Jahren veröffentlichte er seine ersten Tracks unter dem Label „Peacock Records“.
2018 gelang ihm der Durchbruch mit seinem ersten Album "Leven is Lijden", welches ihm Anerkennung und Bekanntheit in der gesamten Hard Dance Szene verschaffte. 
Er war Mitglied der Gruppe „Peacock in Concert“ und spielte dabei Klavier. 2019 entschied er sich, seinen Fokus auf die Solokarriere zu legen und gab offiziell seinen Rückzug aus der „Peacock in Concert“ Gruppe bekannt.
Nach den ersten Lockerungen nach der COVID-19-Pandemie im Jahr 2021 startete Sefa seine eigenen Liveact "This is Sefa", bei welchem er die Bühne mit einem wechselnden Ensemble von klassischen Musikern und Sängern teilt.

## Stil
Sefa gibt in Interviews an, dass sein Musikstil vor allem durch klassische Musik geprägt sei, die er privat gerne höre.
Aus seinen Veröffentlichungen auf Instagram und seinen Sets geht hervor, dass Teile seiner Musik durch Serbischen Turbo-Folk inspiriert sind. 

## Diskografie (Auswahl)

### Alben
- 2018: Leven Is Lijden
- 2022: Klaagzang
- 2024: Het ergste moet nog komen

### Singles
- 2017: LSD Problem (mit Mr. Ivex)
- 2017: Lost in Thoughts
- 2017: Be Free
- 2018: This Life is Lost (mit Dr. Peacock)
- 2018: Get it Crackin (Sefa Remix)
- 2018: In de Hemel
- 2018: Nothing Like the Oldschool
- 2018: Muzika (Sefa Remix) (NL: Gold)[4]
- 2018: World of the Dream (mit Dr. Peacock)
- 2018: Wat Zullen we Drinken
- 2018: Stille Berg
- 2018: Loy Loy
- 2018: La Follia
- 2018: Saudade
- 2019: Survive (mit Para Italia)
- 2019: Walking in the Air
- 2019: One Tribe (Defqon.1 2019 Anthem)
- 2020: Apocalypse (mit Phuture Noize)
- 2020: Crawling (Sefa Remix)
- 2020: God’s Plan (mit Mr. Ivex)
- 2020: Going Under (mit Relianze)
- 2021: The Omega
- 2021: Adagio (mit Dr. Peacock)
- 2021: Everything is a Lie (mit Dr. Peacock)
- 2021: Incoming (mit Dr. Peacock)
- 2021: Illusions (mit Dr. Peacock)
- 2021: Liberté (Sefa & Outsiders Remix)
- 2021: Kingdom (Sefa Remix)
- 2022: Dear God
- 2022: Das Boot (mit Dr. Peacock)
- 2023: 1527[5]
- 2023: Lovely Day to Die
- 2024: Battlefield (mit Vertile)
- 2024: Symphony of Life (mit D-Block & S-te-Fan)

## Sonstiges
Bei dem Festival Dominator im Jahr 2018 war der Andrang auf den Floor, bei welchem Sefa auflegte, so groß, dass die Sicherheitskräfte den Strandbereich absperren mussten.
In einem Q&A mit dem Musiklabel Q-Dance äußerte Sefa den Wunsch, als Closing Act auf dem Festival Qlimax aufzulegen. Im Jahr 2020 gehörte er bei der Onlineversion Qlimax - The Source zu einem von 7 Künstlern, welche ihre Sets präsentieren durften.